# Comayagua (departamento)
Comayagua é um dos 18 departamento hondurenhos.
Suas principais cidades são: Comayagua e Siguatepeque.

## Municípios
1. Ajuterique
2. Comayagua
3. El Rosario
4. Esquías
5. Humuya
6. La Libertad
7. Lamaní
8. Las Lajas
9. La Trinidad
10. Lejamaní
11. Meámbar
12. Minas de Oro
13. Ojo de Agua
14. San Jerónimo
15. San José de Comayagua
16. San José del Potrero
17. San Luis
18. San Sebastián
19. Siguatepeque
20. Taulabe
21. Villa de San Antonio